# Nốt móc kép

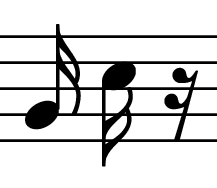
Nốt móc kép và dấu lặng kép

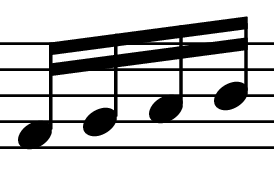
Bốn nốt móc kép được nối đuôi

Nốt móc kép (tiếng Anh: semiquaver, sixteenth note) là hình một nốt nhạc có trường độ bằng 1/16 nốt tròn.
Nốt móc kép có thân nốt hình bầu dục đặc ruột (màu đen) và có đuôi đính kèm hai dấu móc. Ký hiệu có liên quan với nốt móc kép là dấu lặng kép, có ý nghĩa biểu lộ khoảng lặng với độ dài tương đương trường độ của nốt móc kép.
Có thể nối đuôi các nốt móc kép nằm gần nhau trong cùng ô nhịp bằng cách dùng những vạch đậm (xem hình), tương tự cách làm với nốt móc khác như móc đơn, móc ba và móc tư.
Ký hiệu bằng Unicode của hai nốt móc kép nối đuôi là U+266C (♬).

## Trường độ
Nốt móc kép tương đương 1/16 nốt tròn, 1/8 nốt trắng, 1/4 nốt đen, 1/2 nốt móc đơn, hai nốt móc ba, bốn nốt móc tư,... Trong các bản nhạc theo nhịp phân đôi (2/4, 3/4, 4/4,...), một nốt móc kép ứng với 1/4 phách. Nếu thêm một dấu chấm dôi thì trường độ của nốt móc kép được kéo dài thêm một nửa.

## Lịch sử
Nốt móc kép bắt nguồn từ nốt semifusa trong hệ thống ký hiệu nhạc "đo lường được" (mensural notation) của châu Âu thế kỷ 13-16. Lưu ý rằng ngày nay, từ semifusa trong tiếng Tây Ban Nha, Bồ Đào Nha và Català là để chỉ nốt móc tư.